# Mihael Peternel
Mihael Peternel, slovenski rimskokatoliški duhovnik, profesor, naravoslovec, polihistor, politehnik samouk, * 22. september 1808, Podjelovo Brdo (Podlanišče), † 6. avgust 1884, Ljubljana.

## Življenje
Mihael Peternel se je rodil 22. septembra 1808 na kmetiji »Laniše«, ki je v preteklosti spadala k Podjelovem Brdu, v občini Gorenja vas-Poljane, ki danes spada v vas Podlanišče v občini Cerkno. Oče mu je bil Jožef, mati mu je bila Neža. V cerkvenem oziru je domačija njegovega rojstva takrat kot tudi še danes sodila pod okrilje župnije Nova Oselica.
O Mihaelovem očetu Jožefu je malo znanega, vemo pa, da je Jožefov oče Blaž prekupčeval s platnom vse tja do Trsta. Ime kmetije »Laniše« priča, da so na njej med drugim pridelovali in predelovali lan. za Mihaelovo mater Nežo imamo osnovne podatke, saj ji je sin dal vzidati spominsko ploščo v zid cerkve v Novi Oselici. Mama Neža je bila doma v Gorjah pod Poreznom, in sicer na domačiji »Pr'Frencietu«.
Mihael je obiskoval glavno šolo v Idriji med letoma 1818 in 1821. Nato se je šolal v Gorici v letih 1821 in 1822, v Celovcu do leta 1823; od leta 1829 je bil v Ljubljani. Filozofijo je študiral na Ljubljanskem liceju do 1831, nato pa teologijo do leta 1835.

## Delo

### Duhovniški poklic
Po končanem študiju je nastopil duhovniški poklic najprej služboval kot župnik na Dobrovi pri Ljubljani, nato do 1839 v Moravčah, v Poljanah nad Škofjo Loko do 1843, v Šmartnem pod Šmarno goro v letih 1843-1850 in v Vodicah do leta 1852. Učiteljski izpit je opravil leta 1851.

### Delo v šolstvu
Na predlog cerkljanskega rojaka matematika dr. Franca Močnika (1814-1883), ki je bil takratni šolski svetnik in nadzornik ljudskih šol v Ljubljani, je bil Peternel imenovan za prvega ravnatelja na novo ustanovljene trirazredne ljubljanske realke. To funkcijo je opravljal med letoma 1852 in 1860. Na realki je tudi sam poučeval, in sicer religijo, prirodoslovje, fiziko in kemijo.

### Raziskovalno delo in druga področja
Mihael Peternel je bil dober učitelj, praktik in samouk. Njegova dela izpričujejo tudi izredno skrb za domačo besedo. Praktično ni področja v takratnem naravoslovju, na katerega se ne bi spoznal.
Leta 1842 je pripravljal poljansko dolino na Sončev mrk, ki je bil 8. julija 1842 viden v naših krajih. V Šmartnem pod Šmarno goro je opazoval razelektritvene pojave ob nevihtah (korona Elijev ogenj, Elmov ogenj). V Vodicah je izdelal lasten, Bainov telegraf (imenovan po Alexandru Bainu), s čimer se je povezal s kolegom v Zapogah. Ker se je oblastem zdelo njegovo početje nevarno, so mu prepovedali namestitev vodov. Dobro je obvladoval tudi fiziko in za njen kvaliteten pouk je sam izdelal številna učila. Vojvodino Kranjsko je opisal tako dobro, da so njegova besedila bila na samem cesarskem Dunaju za vzor zemljepisnih predstavitev krajev, pokrajin in ljudi. 
Skupaj z dr. Francem Močnikom je sodeloval pri izdaji Vegovih logaritmovnikov. Z vsem srcem se je ukvarjal tudi s slovenskim botaničnim, kemijskim, goeometrijskim in drugim strokovnim izrasoslovjem. 
Bil je tudi svetovalec in načrtovalec pri gradnji hiš, skednjev, kozolcev in hlevov ter mestne razsvetljave. V zvezi z njegovim načrtovanjem je pomembno omeniti »Pirhovo domačijo« na Straži in domačijo »Na Lanišah«, ki je bila zgrajena 1878 in stoji še danes. Kasneje se je skozi čas spremenila in prilagajala številu prebivalcem in potrebam sodobnega časa.  
Leta 1874 je bil predčasno upokojen. Umrl je v Ljubljani 6. avgusta 1884. Pokopan je na Navju v Ljubljani, kjer spomenik njemu v čast še stoji.
Septembra leta 2003 ob 195. obletnici Peternelovega rojstva je bila »Na Lanišah« na pobudo domačih zanesenjakov in ob pomoči Občine Cerkno postavljena spominska tabla.